# Hajo Herrmann
Hans-Joachim „Hajo“ Herrmann (1. srpna 1913 – 5. listopadu 2010) byl německý bombardovací pilot Luftwaffe za druhé světové války a později právník. Byl vysoce postaveným a vlivným členem Luftwaffe. Během své kariéry splnil 320 misí a potopil 12 lodí.[zdroj⁠?!]

## Životopis

### Vojenská kariéra
Narodil se ve stejném roce jako jiný německý pilot Werner Mölders. Herrmann vstoupil roku 1933 do armády. Zprvu byl vojákem Reichswehru, roku 1935 přešel k letectvu. V letech 1936 – 1937 byl členem Legie Condor. Během španělské občanské války létal ve stroji Kampfgeschwader 4.[zdroj⁠?!]
Když začala druhá světová válka, létal Herrmann se strojem Heinkel He 111 v Polsku a Norsku. V roce 1940 byl velitelem 7. letky KG 4 a vedl mnoho útoků na Anglii během bitvy o Británii. V únoru 1941 působila jeho skupina na Sicílii a v Řecku. Při jednom útoku potopil britskou loď SS Clan Fraser[zdroj⁠?!], výsledná exploze zabila 6 lidí, několik jich zranila a řecký přístav Pireus se stal nadlouho nevyužívaným. V roce 1942 se Herrmann stal velitelem skupiny Kampfgeschwader 30. V témže roce se seznámil s Hermannem Göringem a stal se jeho blízkým důvěrníkem.
V roce 1942 byl Herrmann jmenován do operačního štábu Luftwaffe. Rychle získal pověst jednoho z nejlepších taktiků.[zdroj⁠?!] Byl to právě Herrmann, kdo vymyslel stíhací taktiku přezdívanou Wilde Sau (česky Divočák). Nechal se inspirovat nočními nálety RAF na Říši začátkem roku 1943. Protiletadlová obrana měla pálit jen do určité omezené výšky, nad níž se pohybovali stíhači, kteří viděli bombardéry shora na pozadí osvětleného prostoru nad městy a světlometů flaku. Piloti startovali podle vlastní intuice, jen s hrubými informacemi o výskytu bombardérů. Pak v daném prostoru pátrali po plamenech od výfuků, případně po stínech trupů letadel na pozadí hořících měst měli mezi nočními britskými bombardéry „řádit jako divočák v lese“ a ničit je na potkání. Přes počáteční nedůvěřivost sklidil Herrmann a jeho taktika značný úspěch.[zdroj⁠?!] Přesto utrpěli značné ztráty, zaviněné srážkami letadel, nedostatkem paliva, či ztrátou orientace. Herrmann sám letěl na více než 50 misí a prohlásil, že sestřelil 9 bombardérů RAF.
V prosinci 1943 byl Herrmann jmenován inspektorem Letecké obrany Luftwaffe. V roce 1944 se stal byl generálním inspektorem nočních stíhačů a získal Rytířský kříž s dubovými ratolestmi a meči. Na konci roku 1944 velel 9. letecké divizi. V té době začal podporovat myšlenku sebevražedných náletů, ovšem nikoli podle vzoru kamikaze. Pilot by v tomto případě letěl strmě k cíli, před nárazem by se katapultoval, přišel by k nejbližšímu letišti a celou akci by mohl opakovat.[zdroj⁠?!] Tak byl položen základ jednotek Sonderkommando Elbe. Jeho záměry však zhatil nedostatek letadel a pohonných hmot. Herrmannův další nápad – Operace Bienestock (včelí úl) – který spočíval v tom, že by piloti přelétli frontu, přistáli poblíž nepřátelského vojenského objektu a provedli sabotáž, byl víceméně zoufalý pokus zachránit Německo před katastrofou, který stejně nikdy nedošel k uskutečnění.

### Poválečná činnost
Herrmann byl po válce zajat Sověty v Budapešti[zdroj⁠?!] a odsouzen k 10 letům vězení, v roce 1955 se vrátil. Po návratu do Německa vystudoval práva, usadil se v Düsseldorfu a působil v oblasti občanského a trestního práva. Mezi jeho klienty patřil představitel extrémní pravice Otto Ernst Remer a popírači holokaustu Fred A. Leuchter a David Irving. Herrmann sám také působil jako řečník v prospěch krajně pravicových stran Deutsche Volksunion a Nationaldemokratische Partei Deutschlands. V roce 1959 se oženil s německou sopranistkou Ingeborg Reicheltovou.
Hans Joachim "Hajo" Herrmann zemřel 5. listopadu 2010 ve věku 97 let. Byl jedním z posledních žijících členů Luftwaffe.[zdroj⁠?!]

## Vyznamenání
- Rytířský kříž Železného kříže, 13.10.1940
- Německý kříž , zlatý 05.06.1942
- Rytířský kříž Železného kříže, s dubovou ratolestí, 269. držitel 02.08.1943
- Rytířský kříž Železného kříže, s dubovou ratolestí a s meči, 43. držitel 23.01.1944
- Železný kříž, I. třída
- Frontová letecká spona,[2], pro bombardéry, zlatá
- Železný kříž1939, II. třída
- Společný odznak pro piloty a pozorovatele
- Španělský kříž, bronzový s meči